# The End, So Far
The End, So Far è il settimo album in studio del gruppo musicale statunitense Slipknot, pubblicato il 30 settembre 2022 dalla Roadrunner Records.
Si tratta del primo disco del gruppo registrato con il percussionista Michael Pfaff, subentrato a Chris Fehn nel 2019.

## Antefatti
Il percussionista Shawn "Clown" Crahan ha parlato per la prima volta del settimo album degli Slipknot il 19 maggio 2021, occasione in cui è stato reso noto che il gruppo era al lavoro su diverso materiale, aggiungendo in un secondo intervento del 9 giugno che un nuovo disco avrebbe potuto vedere la luce entro l'anno, e che sarebbe stato l'ultimo su etichetta Roadrunner. A dicembre dello stesso anno il frontman Corey Taylor ha reso pubblica l'intenzione del gruppo di portare il settimo album in fase di missaggio entro gennaio, così da poter essere pubblicato nei primi mesi del 2022. Nel febbraio 2022 lo stesso Taylor ha annunciato la fine delle registrazioni.

## Promozione
Nel novembre 2021 il gruppo ha cominciato a pubblicare indizi in rete sul sito thechapeltownrag.com, occasione in cui sono stati trapelati diversi frammenti di un nuovo brano, rivelatosi essere il singolo apripista The Chapeltown Rag, presentato ufficialmente al Knotfest di Los Angeles il 5 novembre successivo. Il 20 luglio 2022 è stata invece la volta del secondo estratto The Dying Song (Time to Sing), accompagnato dall'annuncio di titolo e data di uscita dell'album, seguito il 5 agosto dal terzo singolo Yen.

## Stile musicale
Pur mantenendo le tipiche sonorità alternative, nu metal e heavy metal che hanno caratterizzato le precedenti produzioni del gruppo, The End, So Far vede la band sperimentare con generi per loro inediti come space rock, symphonic metal e rock sperimentale, e lo stile di alcune tracce è stato equiparato a quello degli Stone Sour di Corey Taylor, mentre altri brani presentano anche riff groove, death e thrash metal.

## Tracce
Testi e musiche degli Slipknot.
1. Adderall – 5:40
2. The Dying Song (Time to Sing) – 3:23
3. The Chapeltown Rag – 4:51
4. Yen – 4:45
5. Hive Mind – 5:15
6. Warranty – 3:51
7. Medicine for the Dead – 6:16
8. Acidic – 4:50
9. Heirloom – 3:31
10. H377 – 4:23
11. De Sade – 5:39
12. Finale – 5:07

## Formazione
Hanno partecipato alle registrazioni, secondo le note di copertina:
Gruppo
- Corey – voce
- Mick – chitarra
- Sid – giradischi
- Clown – percussioni, batteria (traccia 1)
- Alessandro – basso
- Jay – batteria
- Michael – percussioni, pianoforte (traccia 1)
- James – chitarra
- Craig – campionatore, tastiera, effetti

Altri musicisti (tracce 1, 6 e 12)
- Jennifer Prim – coro
- Jahna Perricone – coro
- Carmen Sicherman – coro
- Kat Green – coro
- Stacy Young – coro
- Grainne Ward – coro
- Nicole Scates – coro
- Andrew Koch – coro
- Brian Wold – coro
- Gordon Glor – coro
- John DeMartini – coro
- Lon Fiala – coro
- Carmel Simmons – coro

Produzione
- Slipknot – produzione
- Joe Barresi – produzione, registrazione, missaggio al JHOC
- Alex "Grizz" Linares – registrazione aggiuntiva (traccia 10)
- Tristan Hardin – registrazione aggiuntiva (traccia 10)
- Greg Gordon – registrazione aggiuntiva (traccia 10)
- Matt Tuggle – assistenza tecnica
- Kelsey Porter – assistenza tecnica
- Brian Rajarantam – assistenza tecnica
- Jun Murakawa – assistenza tecnica
- Jerry Johnson – tecnico della batteria
- Billy Bowers – montaggio parti di batteria
- Bob Ludwig – mastering
- M. Shawn Crahan – direzione artistica, fotografia
- Jonathan Weiner – fotografia aggiuntiva
- Virgilio Tzaj – grafica

## Classifiche

### Classifiche settimanali
| Classifica (2022) | Posizione massima |
| ----------------- | ----------------- |
| Australia         | 1                 |
| Austria           | 4                 |
| Belgio (Fiandre)  | 4                 |
| Belgio (Vallonia) | 3                 |
| Canada            | 2                 |
| Danimarca         | 12                |
| Finlandia         | 2                 |
| Francia           | 5                 |
| Germania          | 1                 |
| Grecia            | 1                 |
| Irlanda           | 7                 |
| Italia            | 20                |
| Nuova Zelanda     | 2                 |
| Paesi Bassi       | 6                 |
| Polonia           | 6                 |
| Portogallo        | 2                 |
| Regno Unito       | 1                 |
| Repubblica Ceca   | 67                |
| Slovacchia        | 64                |
| Spagna            | 15                |
| Stati Uniti       | 2                 |
| Svezia            | 2                 |
| Svizzera          | 1                 |
| Ungheria          | 3                 |

### Classifiche di fine anno
| Classifica (2022) | Posizione |
| ----------------- | --------- |
| Germania          | 80        |